# Jerry Cotton

Das Logo der Kriminalromane

Jerry Cotton ist die kommerziell erfolgreichste deutschsprachige Serie von Kriminalromanen. Sie werden der Trivialliteratur zugerechnet. Erfinder der Figur ist Delfried Kaufmann. Die Gesamtauflage beträgt ca. 930 Millionen Exemplare; gleichzeitig dient Jerry Cotton als Verlagspseudonym, unter dessen vorgeblicher Autorschaft die Serie erscheint. Die Serie erscheint im Bastei-Verlag und wird vor allem über Kioske und Zeitschriftenläden vertrieben. Im Juni 2025 erschien Band 3550 der Serie.
Seit Januar 2015 veröffentlicht der Bastei Lübbe Verlag wöchentlich eine Folge der Serie in E-Book-Form. Im Mai 2015 startete der Verlag außerdem eine digitale „Jerry Cotton Sonder-Edition“, im Rahmen derer alle zwei Wochen eine E-Book-Folge erscheint.
Nach einer Serie von acht Kinofilmen mit George Nader in den 1960er Jahren erschien 2010 eine Neuverfilmung.

## Figuren

### Jerry Cotton
G-Man Jerry Cotton, geboren als Jeremias Cotton im fiktiven Harpersvillage, Connecticut, ausgebildet an der FBI-Akademie in Quantico, Virginia, ist New Yorker FBI-Agent und klärt Straftaten im Umfeld des organisierten Verbrechens auf. Das Aussehen von Jerry Cotton wird in den Romanen, die in der Ich-Form geschrieben sind, nur vage beschrieben, so dass sich jeder Leser sein eigenes Bild machen kann. In den älteren Romanen wird ab und zu von weiblichen Figuren eine Ähnlichkeit mit George Nader betont. Charakterlich wird Cotton als „hart, aber herzlich“ beschrieben, besitzt Sinn für Humor und ist durchschnittlich intelligent. Oftmals beweist er aber erstaunliche Schlauheit und Improvisationsgabe, um aus brenzligen Situationen mit mehr oder minder heiler Haut herauszukommen. In Situationen, in denen es um das Leben Unschuldiger geht, ist er bereit, sowohl das Leben des Gegners als auch sein eigenes zu opfern. Im Roman … und nichts als die Wahrheit!, in dem Cotton wegen der Erschießung eines vermeintlich unbewaffneten Verdächtigen des Mordes angeklagt wird, sagt ein Psychologe aus, dass Cotton in Gefahrensituationen durchaus auch zu weit gehe, wenn es um das Leben von beispielsweise Geiseln gehe. Unbewaffnete Gangster hingegen werden von Cotton, soweit möglich, waffenlos angegriffen. Cotton mag es überhaupt nicht, mit seinem vollen Vornamen Jeremias angesprochen zu werden, da er diesen als altmodisch ansieht. Phil Decker, sein bester Freund und Partner, nutzt dies gerne, um ihn ein wenig aufzuziehen.

### Wichtige Nebenfiguren
John D. High ist der Distriktchef (Special Agent in Charge) des New Yorker FBI-Bezirkes. High wird als Mann Mitte 50 dargestellt, dessen Familie Jahre vor der Handlungszeit der Serie von Gangstern ermordet wurde. Mr. High verliert nie die Fassung und vertraut seinen Agenten bedingungslos.
Zeerokah, genannt Zeery, ist ein FBI-Agent mit Cherokee-Abstammung. Seine auffälligste Eigenschaft ist seine Neigung zu stilvollen, teuren Maßanzügen, weswegen er scherzhaft oft als „New Yorks bestangezogener FBI-Agent“ bezeichnet wird oder sich Anspielungen gefallen lassen muss, dass er sich keine Möbel oder Nahrungsmittel leisten könne, weil er sein ganzes Geld für teure Kleidung ausgeben würde. Dies ignoriert er jedoch grundsätzlich, oder wenn, dann weist er nur darauf hin, in der Kleidung besser auszusehen als der Betreffende. In Verhören spielt er gerne den „bösen Indianer“, um Verdächtige mit niedriger Intelligenz zu verunsichern. Er hat seiner Abstammung wegen keinen weiteren Namen.
Steve Dilaggio ist italienischer Abstammung, wird aber als blond, blauäugig und sehr groß beschrieben. Dilaggio koordiniert Einsätze, an denen er nicht direkt teilnimmt, über Funk und vergisst in der Aufregung regelmäßig, die Funkdisziplin zu achten. Seine Frau Molly wird nach nur sechs Monaten Ehe aufgrund einer Verwechslung ermordet. Cotton will ihn aus diesem Fall abziehen, aber Steve bleibt bis zur Lösung und Verhaftung des Täters dabei.
Captain Hywood von der Mordkommission des NYPD ist Cottons und Deckers wichtigster Kontakt zur City Police. Obwohl er anfangs denkt, alle FBI-Leute seien arrogante Besserwisser, wird er mit der Zeit ein guter Freund von Cotton und Decker. Hywood wird als riesig und ungelenk beschrieben und hat eine Stimme „wie ein Nebelhorn“, ist also auch, ohne bewusst zu schreien, extrem laut. Dennoch ist er ein sehr fähiger Polizist mit der mit Abstand höchsten Aufklärungsquote auch ohne Hilfe des FBI.
Weitere wiederkehrende Figuren sind die Agenten Joe Brandenburg, June Clark, Les Bedell und andere, sowie die Sekretärin von Mr. High, Helen, deren Kaffee als der beste der Stadt gilt, sowie Myrna, deren Stimme als rauchig und erotisch beschrieben wird und die in der Tagschicht die Telefonzentrale des FBI leitet.
Im Band Nr. 3000 (Goodbye, New York, 16. Dez. 2014) wird Assistant Director Edward G. Homer getötet, und Mr. High tritt dessen Nachfolge an. Jerry Cotton und Phil Decker gehen zusammen mit ihm nach Washington, nun mit dem Dienstgrad Inspektor, und sind für mehrere Bundesstaaten (Ostküste einschließlich New York) zuständig. Jerrys und Phils neue Mitstreiter sind:
- Mai-Lin Cha, Computerexpertin
- Concita Mendez, Wirtschaftsexpertin
- Fortesque („FGF“), Forensiker
- Dr. Willson, Pathologe

## Geschichte
1954 erschien der erste Heftroman mit dem Titel Ich suchte den Gangster-Chef als Nr. 68 in der Reihe Bastei Kriminalroman. Nach etwa zwanzig Heften wurde Jerry Cotton aus dem Bastei-Kriminalroman 1956 ausgekoppelt und erschien mit dem Titel Ich jagte den Diamanten-Hai erstmals als eigenständige Heftserie. Band 500 der Serie, Sterben will ich in New York, erschien in der ersten Auflage im Überformat mit New-York-Stadtplan und Anfangsgeschichte von Jerry Cotton (Jeremias Baumwolle). 2014 erreichte die Heftserie die 3000. Ausgabe. Wegen des großen Erfolges startete am 7. März 1959 die zweite Auflage Welterfolg mit dem Untertitel Nichts ist spannender. Die dritte Auflage Bestseller, in der ausgesuchte Romane der Serie zum Abdruck kamen, startete am 19. Januar 1970 und wurde am 8. November 2005 mit Nummer 1600 eingestellt.
Zum Höhepunkt des Jerry-Cotton-Fiebers erschien alle zwei Wochen außerdem eine vierte Auflage, die am 17. Januar 1978 begann, jedoch am 16. Februar 1996 mit Band 554 eingestellt wurde.
Die dritte Auflage wurde von den Jerry Cotton Classics abgelöst, die seit dem 25. Oktober 2005 mit dem Untertitel Die Fälle der frühen Jahre erscheint. Bei Band 1 handelte es sich um ein bisher unveröffentlichtes Originalmanuskript, alle weiteren Romane wurden, wie auch in der vierten Auflage, in einer völlig zusammenhanglosen Reihenfolge abgedruckt.
1963 startete zusätzlich die Taschenbuchserie, deren erste Bände von Heinz Werner Höber stammten. Die Taschenbücher erreichten 2003 die 500. Ausgabe, zuständiger Lektor war Ex-Heft-Lektor Peter Thannisch. Die Taschenbücher erschienen zudem als zweite Auflage in Einzelbänden; heute werden sie alle zwei Monate zu einem Dreierband zusammengefasst. Seit 2015 werden diese Romane in Form von 80-seitigen Romanheften vierzehntäglich neu aufgelegt.
Nach der Verfilmung einiger Romane erschien 1988 zum 25-jährigen Jubiläum eine Paperbackausgabe mit vier Romanen.
Erfinder der Serie ist Delfried Kaufmann (1922–2015), um dessen Person der Bastei-Verlag jahrelang ein großes Geheimnis machte, indem er nur vage von einem „Herrn K.“ sprach. Erst Jörg Weigand enttarnte Kaufmann 1998 in einem Artikel für die Welt als Erfinder der Cotton-Serie. Kaufmann war für weiterhin die Cotton-Serie aktiv und schrieb unter anderem große Jubiläumsbände wie Nr. 500, 1000 und 2000. Angeblich hätte Kaufmann mit seinem ersten Roman die zur damaligen Zeit kursierenden und von ihm geringgeschätzten amerikanischen Krimis persiflieren wollen. Deshalb hätte er sich mit Cotton (engl.: „Baumwolle“) einen wenig heldenhaft klingenden Namen für die Hauptfigur ausgedacht. Diese Geschichte widerlegt er in einem Interview, das in Martin Comparts Buch G-man Jerry Cotton – Eine Hommage an den erfolgreichsten Krimihelden der Welt abgedruckt wurde. Dort wird Kaufmann wie folgt zitiert: „Es gibt diese Geschichte, ich hätte amerikanische Krimis, die Hard-boiled Krimis, ironisieren wollen. Diese Geschichte stimmt nicht. … Meine Ur-Inspirationen waren Old Shatterhand und Winnetou. Ironie werden Sie bei Karl May kaum finden.“

## Jerry Cottons Fahrzeuge

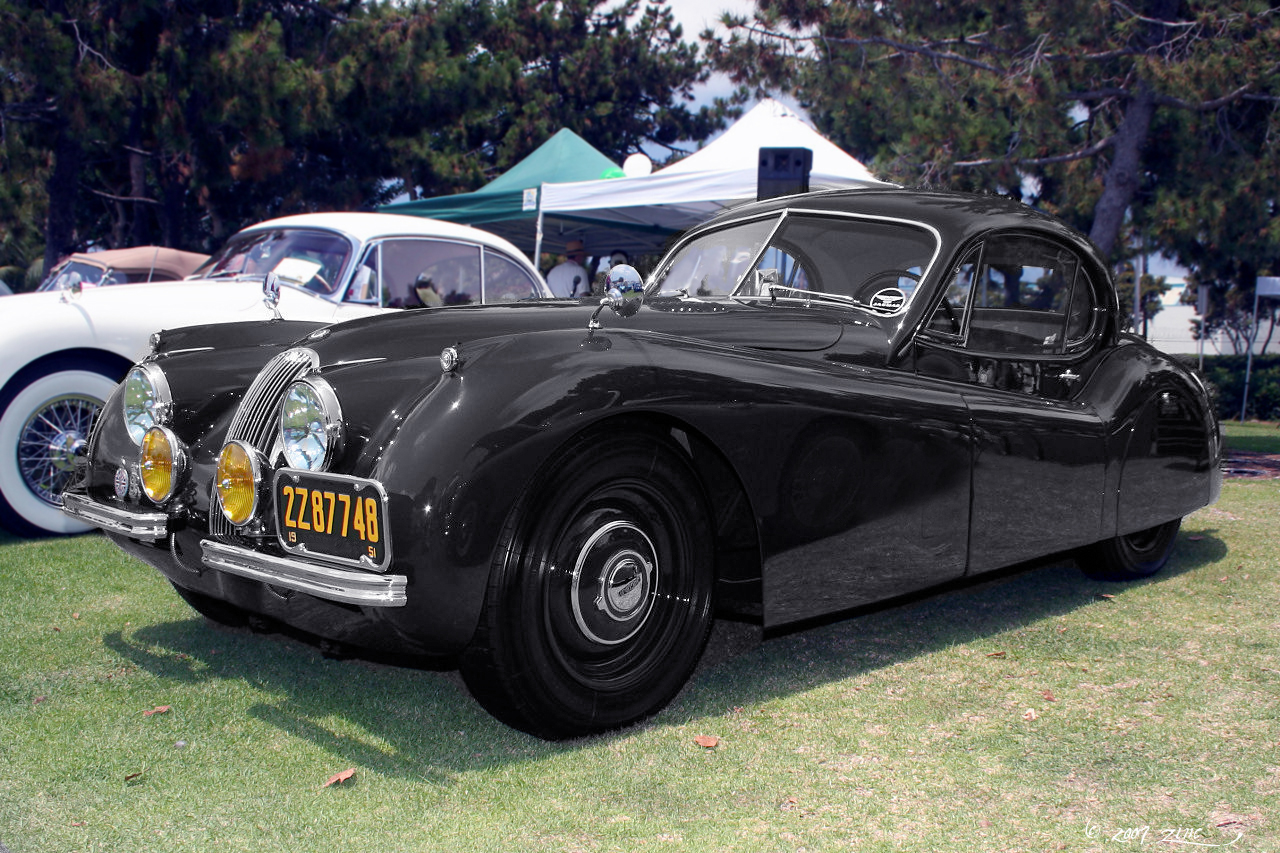
Jaguar XK 120 Coupe
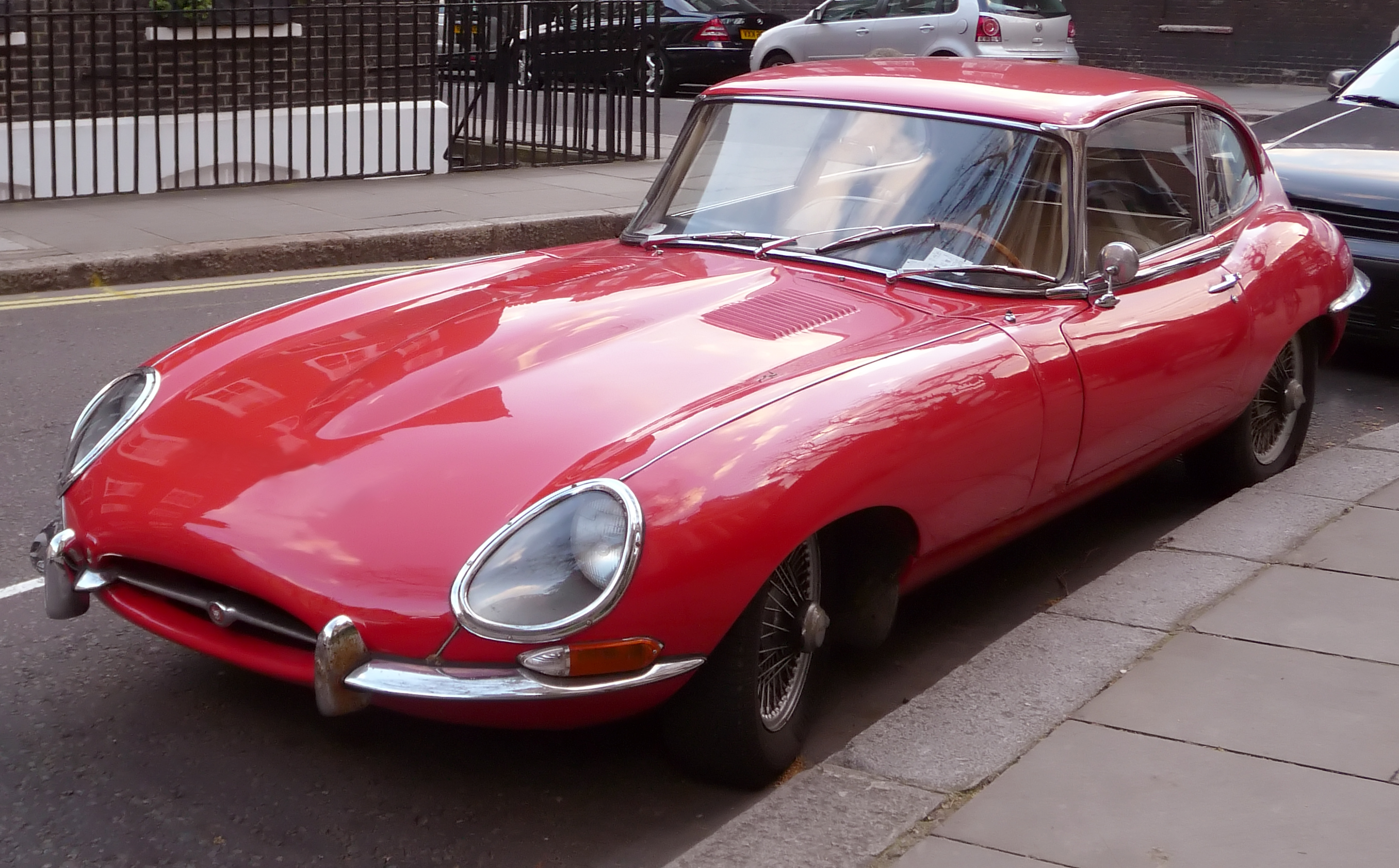
Roter Jaguar E-Type

## (Unter-)Titel
Die Titel der Serie werden bewusst reißerisch gestaltet, um einen größeren Leserkreis anzuziehen (z. B. Band 386: Die Hölle war schon angeheizt).
Seit Jahren gab es zusätzlich Untertitel, die neben dem regulären Romantitel auf dem Cover abgedruckt wurden. Diese Untertitel wurden mit Band 2496 (Mord bleibt Mord!) abgeschafft. Die Verlagsentscheidung lautete, dass die Meinung der Leser über die Untertitel schon immer gespalten war. So wurden für die zweite Auflage ursprünglich meist Cover und Untertitel der ersten Auflage verwendet, allerdings wurde dies vom neuen Jerry-Cotton-Lektor verändert; neuerdings werden auch auf den Neuauflagen weder Untertitel noch Originalcover abgedruckt.
Von 1999 bis 2005 gab es ferner Aufdrucke wie „Gesamtauflage: Über 850 Millionen!“ oder „Jerry Cotton – der Weltbestseller“.

## Sarah-Hunter-Zyklus
Anlässlich des 50-jährigen Jerry-Cotton-Jubiläums gab es im Bastei-Verlag einige Extras, u. a. zwei Hardcover im Lübbe-Buch-Verlag und ein Hardcover im Zaubermond-Verlag. Innerhalb der Heftserie gab es von Band 2445 bis 2457 den Sarah-Hunter-Zyklus, mit Auftaktband 2444. In Band 2444 (Das Terror-Camp) erhält Erzschurke Jeff Patrick vom New Yorker FBI eine herbe Schlappe. Er rächt sich im Sarah-Hunter-Zyklus, in dem Cottons Partner Phil Decker aus dem FBI-Dienst ausscheidet (siehe Band 2445: Als Decker vor die Hunde ging) und Jerry Cotton als neue Partnerin Sarah Hunter zur Seite gestellt bekommt. Innerhalb des Sarah-Hunter-Zyklus versucht Patrick u. a., Jerry Cottons Ruf zu ruinieren (siehe Band 2455: Ich – der Mann mit der Bombe), und plant, Cotton und Decker im letzten Zweiteiler des Sarah-Hunter-Zyklus (Band 2456: Die Festung des Feindes, Band 2457: Deckers Rückkehr) zu vernichten. Schließlich misslingt sein Plan, er wird allerdings noch immer nicht gefasst.

## Washington-Zyklus
Nachdem Mister High aufgrund der Ereignisse in Band 3000 (Goodbye New York!) nach Washington versetzt wurde, um dort als Leiter der Field Operation Section East für die Leitung der amerikanischen Ostküste verantwortlich zu sein, verlassen auch Jerry Cotton und Phil Decker New York. Sie arbeiten weiter für ihren alten Chef, jetzt aber als FBI-Inspektoren, haben also einen höheren Rang als zuvor. In dieser Funktion sind sie an der gesamten Ostküste und darüber hinaus aktiv. Dabei steht ihnen ein Scientific Research Team (SRT) aus Quantico zur Verfügung. Mitglieder dieses Teams sind Dr. med. Gerold M. Wilson, Dr. Mai-Lin Cha, Dr. Frederik George Fortesque (FGF) und Concita Mendez. Mister High bekommt eine neue Sekretärin, Dorothy Taylor. Mit Band 3199 endet der Washington-Zyklus. In Band 3200 kehren sowohl Mister High wie auch Jerry Cotton und Phil Decker nach New York zurück. Sie bekleiden dort ihre alten Posten und kämpfen vor allem gegen die erstarkte Mafia.

## Cotton Reloaded
Am 13. Oktober 2012 startete unter dem Titel Cotton Reloaded ein Remake der Serie. Dessen Thema unterscheidet sich in mehrfacher Hinsicht von dem der Original-Serie. Jeremiah Cotton reist als Jugendlicher mit seiner Familie nach New York City. Dort erlebt er, wie seine Eltern und seine Schwester am 11. September 2001 Opfer der Terroranschläge auf das World Trade Center werden. Er selbst wird verschüttet, als er kurz vor dem Einsturz noch versucht, in einen der Türme vorzudringen. Als junger Polizist stößt er ein Jahrzehnt später durch eigenmächtige Nachforschungen auf das „G-Team“, eine geheime Abteilung des FBI, die ihn schließlich wegen seiner Beharrlichkeit und seiner Fahndungserfolge aufnimmt. Seine Partnerin ist die ebenso attraktive wie scharfsinnige Special Agent Philippa „Phil“ Decker.
Die einzelnen Bände der Serie erzählen in sich abgeschlossene Geschichten und erscheinen monatlich unter Nennung der Autoren als E-Book im Bastei Lübbe Verlag. Die ungekürzten, nicht-inszenierten Hörbücher werden von Tobias Kluckert gelesen.
Nach Folge 50 erschienen fünf inhaltlich nicht zusammenhängende Serienspecials. 2017 knüpfte die Miniserie mit dem Titel Cotton Reloaded – Nemesis in sechs Folgen inhaltlich wieder an Folge 50 an.
Bisher sind in der Reihe „Cotton Reloaded“ folgende Episoden erschienen:
| Folge | Titel                                      | Erscheinungsdatum  | Autor                          |
| ----- | ------------------------------------------ | ------------------ | ------------------------------ |
| 1     | Der Beginn                                 | 13. Oktober 2012   | Mario Giordano                 |
| 2     | Countdown                                  | 8. November 2012   | Peter Mennigen                 |
| 3     | Unsichtbare Schatten                       | 13. Dezember 2012  | Jan Gardemann                  |
| 4     | Die Verschwundenen                         | 10. Januar 2013    | Alexander Lohmann              |
| 5     | Der Infekt                                 | 14. Februar 2013   | Linda Budinger                 |
| 6     | Leichensee                                 | 14. März 2013      | Peter Mennigen                 |
| 7     | Das Kumo-Kartell                           | 11. April 2013     | Mara Laue                      |
| 8     | Killer Apps                                | 9. Mai 2013        | Peter Mennigen                 |
| 9     | Todesspiel                                 | 13. Juni 2013      | Alfred Bekker                  |
| 10    | Projekt Omega                              | 11. Juli 2013      | Peter Mennigen                 |
| 11    | Tod auf Bestellung                         | 8. August 2013     | Alexander Lohmann              |
| 12    | Survival                                   | 12. September 2013 | Peter Mennigen                 |
| 13    | Die Informantin                            | 10. Oktober 2013   | Jürgen Benvenuti               |
| 14    | Bürgerkrieg                                | 14. November 2013  | Linda Budinger                 |
| 15    | Tödliche Bescherung                        | 28. November 2013  | Peter Mennigen                 |
| 16    | Die Stimme des Zorns                       | 9. Januar 2014     | Alfred Bekker                  |
| 17    | Die Stadt der Toten                        | 13. Februar 2014   | Peter Mennigen                 |
| 18    | Der Sohn des Senators                      | 13. März 2014      | Arno Endler                    |
| 19    | Unter Verdacht                             | 10. April 2014     | Alexander Lohmann              |
| 20    | Eiskalter Tod                              | 8. Mai 2014        | Kerstin Haman                  |
| 21    | Tödlicher Sumpf                            | 12. Juni 2014      | Timothy Stahl                  |
| 22    | Dollarmord                                 | 10. Juli 2014      | Jack Lance                     |
| 23    | Die Unsterblichen                          | 14. August 2014    | Peter Mennigen                 |
| 24    | Wüste der Vergeltung                       | 11. September 2014 | Timothy Stahl                  |
| 25    | Tod des Phönix                             | 9. Oktober 2014    | Linda Budinger                 |
| 26    | Der Wolfsmensch                            | 13. November 2014  | Jürgen Benvenuti               |
| 27    | Stumme Zeugin                              | 27. November 2014  | Peter Mennigen                 |
| 28    | Killerschaben                              | 8. Januar 2015     | Alfred Bekker                  |
| 29    | Heimkehr in den Tod                        | 12. Februar 2015   | Peter Mennigen                 |
| 30    | Tatort: London                             | 12. März 2015      | Peter Mennigen                 |
| 31    | Das Pin-up-Girl                            | 9. April 2015      | Leonhard Michael Seidl         |
| 32    | Ebene Null                                 | 14. Mai 2015       | Christian Weis                 |
| 33    | Der Zeichner                               | 11. Juni 2015      | Kerstin Hamann                 |
| 34    | Auge um Auge                               | 9. Juli 2015       | Arno Endler                    |
| 35    | Der Geist                                  | 13. August 2015    | Peter Mennigen                 |
| 36    | Das Handy                                  | 10. September 2015 | Alfred Bekker                  |
| 37    | Killer aus dem Jenseits                    | 8. Oktober 2015    | Oliver Buslau                  |
| 38    | Tödliche Pillen                            | 12. November 2015  | Jürgen Benvenuti               |
| 39    | Stille Nacht, Stillere Nacht               | 26. November 2015  | Peter Mennigen                 |
| 40    | Ein schmutziges Nest                       | 14. Januar 2016    | Linda Budinger                 |
| 41    | Heißes Pflaster Hawaii                     | 19. Februar 2016   | Nadine Buranaseda              |
| 42    | Bluthochzeit                               | 10. März 2016      | Peter Mennigen                 |
| 43    | Das Gift der Viper                         | 14. April 2016     | Christian Weis                 |
| 44    | Vienna Calling                             | 12. Mai 2016       | Jürgen Benvenuti               |
| 45    | Nirgendwo in New Mexico                    | 9. Juni 2016       | Peter Mennigen                 |
| 46    | El Doctor                                  | 14. Juli 2016      | Oliver Buslau                  |
| 47    | Junge Helden sterben früh                  | 11. August 2016    | Timothy Stahl                  |
| 48    | Mister Hangman                             | 8. September 2016  | Alfred Bekker                  |
| 49    | Killing in Memphis                         | 13. Oktober 2016   | Peter Mennigen                 |
| 50    | Tödliches Finale (Jubiläumsfolge)          | 10. November 2016  | Nadine Buranaseda              |
|       | Serienspecials                             |                    |                                |
| 51    | Die letzte Nacht (Serienspecial)           | 8. Dezember 2016   | Timothy Stahl                  |
| 52    | Blutiger Valentin (Serienspecial)          | 9. Februar 2017    | Alfred Bekker                  |
| 53    | Falsches Spiel in Quantico (Serienspecial) | 13. April 2017     | Christian Weis                 |
| 54    | Der Tod eines guten Mannes (Serienspecial) | 8. Juni 2017       | Jürgen Benvenuti               |
| 55    | 1881 (Serienspecial)                       | 10. August 2017    | Linda Budinger                 |
|       | Cotton Reloaded – Nemesis                  |                    |                                |
| 56    | Nemesis 1 – Verurteilt                     | 10. Oktober 2017   | Gabriel Conroy & Timothy Stahl |
| 57    | Nemesis 2 – Auf der Flucht                 | 14. November 2017  | Gabriel Conroy & Timothy Stahl |
| 58    | Nemesis 3 – Falsche Freunde                | 12. Dezember 2017  | Gabriel Conroy & Timothy Stahl |
| 59    | Nemesis 4 – Geister der Vergangenheit      | 9. Januar 2018     | Gabriel Conroy & Timothy Stahl |
| 60    | Nemesis 5 – Vor dem Sturm                  | 13. Februar 2018   | Gabriel Conroy & Timothy Stahl |
| 61    | Nemesis 6 – Tödliche Jagd                  | 13. März 2018      | Gabriel Conroy & Timothy Stahl |

## Autoren
Über 100 Autoren schreiben ohne Autorennennung oder unter dem Sammelpseudonym Jerry Cotton. Lektor und Redakteur der Serie ist Florian Marzin, der zuvor für die Verlagsunion Pabel-Moewig (u. a. Perry Rhodan) tätig gewesen war. Es ist nicht bekannt, wie viele Autoren an der Serie mitschrieben; als gesichert gilt die Zahl 100, andere Schätzungen gehen von 150 bis 180 aus. Lange Jahre wurden die Namen der Autoren vom Verlag geheim gehalten, bis Heinz Werner Höber (Der Mann, der Jerry Cotton war) 1970 den Bastei-Verlag verklagte und somit als einer der Autoren bekannt wurde. In Band 2500 ist – vermutlich versehentlich – als Autor Michael Peinkofer vermerkt, in Band 2781 ist Delfried Kaufmann ausdrücklich als Autor angegeben. Auf der Rückseite von Band 3000 hat der Bastei-Verlag eine Liste von Cotton-Autoren veröffentlicht.
Als Autoren sind bekannt:
| - Walter Appel - Martin Barkawitz - Alfred Bekker - Kurt Brand - Corina Bomann - Andy Borg - Linda Budinger - Rolf A. Bürkle - Edmund Diedrichs - Christoph Dittert - Günter Dönges - Uwe Erichsen - Paul Ernst Fackenheim - Wolfgang Fechtner - Holger Friedrichs - Horst Friedrichs - Jan Gardemann - Horst Gehrmann - Karl-Heinz Günther - Peter Haberl - Karl Heinz Hackmann - Fritjof Haft - Uwe Haft - Helmut Hartmann - Gerhart Hartsch - Peter Hebel - P. S. Henseler - Eugen Hobein - Heinz Werner Höber - Wolfgang Hohlbein - Theodor Horschelt | - Annerose Horn - Harald Jacobsen - Thomas Jeier - Albrecht Peter Kann - Rolf Kalmuczak - Uwe Karsten - Andreas Kasprzak - Delfried Kaufmann - Hans Joachim von Koblinski - Helmut Kobusch - Gerhard Koch - Hans E. Ködelpeter - Dietrich Köhr - Peter Krämer - Klaus Kunkel - Werner Kurtze - Jörg Layes - Bert Ledwoch - Jürgen E. List - Rolf Lohmeyer - Walter G. Mauckner - Kai Meyer - Peter Morlar - Helmut Neubert - Werner Niehaus - Walter Nutz - Hans Olbrich - Michael Peinkofer - Peter Perkins - Hermann Peters - Hasso Plötze | - J. J. Preyer - Lothar Rausch - Kurt Reis - Helmut Rellergerd - Torsten Reschke - Wolfpeter Ritter - Irene Rodrian - Ingrid Schmitz - Michael Schauer - Rolf Schmitz - Willi Schoenebeck - Christian Schwarz - Günter Seddig - Hans Wolf Sommer - Hans Jürgen Spürkel - Timothy Stahl - Marc Tannous - Friedrich Tenkrat - Fritz Turban - Karl Voigt - Gudrun Voigt - Willi Voss - Alfred Wallon - H. H. Weber - Manfred Weinland - Susanne Wiemer - Hans Werner Wienand - Richard Wunderer - Thomas Ziebula - Jo Zybell - Michael Blihall |

## Weitere Texte
- Jerry Cotton: Gedichte. Herausgegeben und mit einem Nachwort versehen von Volker Ladenthin. Medelby: Altan Verlag, 2021.

## Verfilmungen
In den 1960er Jahren wurde in Deutschland eine Serie von B-Filmen auf der Basis der Cotton-Romane abgedreht, zu Anfang noch in Schwarzweiß. Die Rolle des Jerry Cotton spielte der vor allem dem deutschen Fernsehpublikum durch seine Hauptrolle als Versicherungsdetektiv Shannon in der 36-teiligen Vorabendkrimiserie Shannon klärt auf bekannte amerikanische Schauspieler George Nader, die des Phil Decker der deutsche Schauspieler Heinz Weiss und die ihres Chefs Mr. John High Richard Münch. Die Filmmusik schrieb der Komponist Peter Thomas und vertonte sie mit seinem Orchester (Jerry-Cotton-Marsch), sie erschien zwischenzeitlich auf verschiedenen Tonträgern.
- Schüsse aus dem Geigenkasten (1965, s/w), Regie: Fritz Umgelter
- Mordnacht in Manhattan (1965, s/w), Regie: Harald Philipp
- Um null Uhr schnappt die Falle zu (1966, s/w), Regie: Harald Philipp
- Die Rechnung – eiskalt serviert (1966, s/w), Regie: Helmut Ashley
- Der Mörderclub von Brooklyn (1967, Farbe), Regie: Werner Jacobs
- Dynamit in grüner Seide (1968, Farbe), Regie: Harald Reinl
- Der Tod im roten Jaguar (1968, Farbe), Regie: Harald Reinl
- Todesschüsse am Broadway (1969, Farbe), Regie: Harald Reinl

Am 11. März 2010 erschien eine aufwendige Neuverfilmung. Produziert wurde diese von der Rat Pack Filmproduktion in Koproduktion mit Studio Babelsberg. Zur Besetzung gehören unter anderem Christian Tramitz als Jerry Cotton und Christian Ulmen als dessen Partner Decker. In weiteren Rollen treten Mónica Cruz, Christiane Paul, Heino Ferch und Moritz Bleibtreu auf.
- Jerry Cotton (2010, Farbe) Regie: Cyrill Boss und Philipp Stennert